# بيهورو
بيهورو هي بلدية في اليابان، وبلدة في اليابان، تقع في Okhotsk Subprefecture ‏، بلغ عدد سكانها 19,816 نسمة وذلك حسب إحصائيات سنة 2018.

## أعلام
- ماساو ياماغوتشي
- ماساكو إيشيدا